# Alexander Kasimirowitsch Tolusch
Alexander Kasimirowitsch Tolusch (russisch Александр Казимирович Толуш, wiss. Transliteration Aleksandr Kazimirovič Toluš; * 1. Mai 1910 in Sankt Petersburg; † 3. März 1969 ebenda (damals Leningrad)) war ein sowjetischer Großmeister im Schach.

## Leben
Tolusch verbrachte bis auf seine Militärzeit – er war während des Zweiten Weltkrieges Offizier bei der Roten Armee – sein gesamtes Leben in Leningrad. Auch seine ersten schachlichen Erfolge feierte er in seiner Heimatstadt. In den Jahren 1938, 1946 und 1947 (gemeinsam mit Georgi Lissizyn) gewann er die Leningrader Stadtmeisterschaften, außerdem teilte er den ersten Platz 1937 und 1954. Im Jahr 1938 teilte Tolusch den siebten Platz beim Halbfinale der XI. UdSSR-Meisterschaft in Leningrad, wodurch er sich für das im Jahr darauf – ebenfalls in Leningrad – stattfindende Finale qualifizierte. Bei 18 Teilnehmern kam er dort allerdings nicht über den geteilten 15. bis 16. Platz hinaus. Es gewann der spätere Schachweltmeister Michail Botwinnik. 
Seine nächste Teilnahme an den Meisterschaften im Jahr 1944 verlief erfolgreicher, er bezwang unter anderem den späteren Sieger Botwinnik und landete auf dem siebten Platz. Tolusch nahm noch an weiteren UdSSR-Champinonaten teil und erreichte bei den XVIII. Meisterschaften im Jahr 1950, nachdem er 1945 den zwölften sowie 1946 und 1947 jeweils den fünften Platz belegt hatte, den geteilten zweiten Rang hinter Paul Keres, mit nur einem halben Punkt Abstand zu dem Ersten. Daraufhin wurde Tolusch der Titel eines Internationalen Meisters zuerkannt. 
Seinen größten Turniererfolg errang Alexander Tolusch beim stark besetzten internationalen Turnier von Bukarest 1953, wo er nur dem Weltmeister von 1957 bis 1958 Wassili Smyslow unterlag und das Turnier vor weiteren Spielern wie Petrosjan, Boleslawski, Spasski und Szabó mit einem vollen Punkt Vorsprung gewann (+10 =8 −1). Aufgrund dieser Leistung erhielt Tolusch vom Weltschachverband FIDE den Großmeister-Titel verliehen.
Außerdem wurde er in die sowjetische Nationalmannschaft berufen, mit der er 1957 und 1961 die Mannschaftseuropameisterschaft gewann. Die sowjetische Vereinsmeisterschaft gewann Tolusch 1952 mit Iskra, 1954 nahm er an diesem Wettbewerb mit Zenit teil.
Alexander Tolusch galt als hervorragender Kombinationsspieler und Taktiker, der zahlreiche „Schönheitspreise“ gewann. Auf der anderen Seite sagte man ihm Schwächen im Positionsspiel und beim Lavieren nach. Von seinem taktischen Talent profitierte allerdings der Weltmeister von 1969 bis 1972, Boris Spasski, der ab 1951 acht Jahre lang von Tolusch trainiert wurde. Spasski bezeichnete seinen Trainer einmal als „Spieler der Eingebung“.